# Quedius mesomelinus
Quedius mesomelinus är en skalbaggsart som först beskrevs av Thomas Marsham 1802.  Quedius mesomelinus ingår i släktet Quedius, och familjen kortvingar. Arten är reproducerande i Sverige.